# シャフツベリー・アベニュー

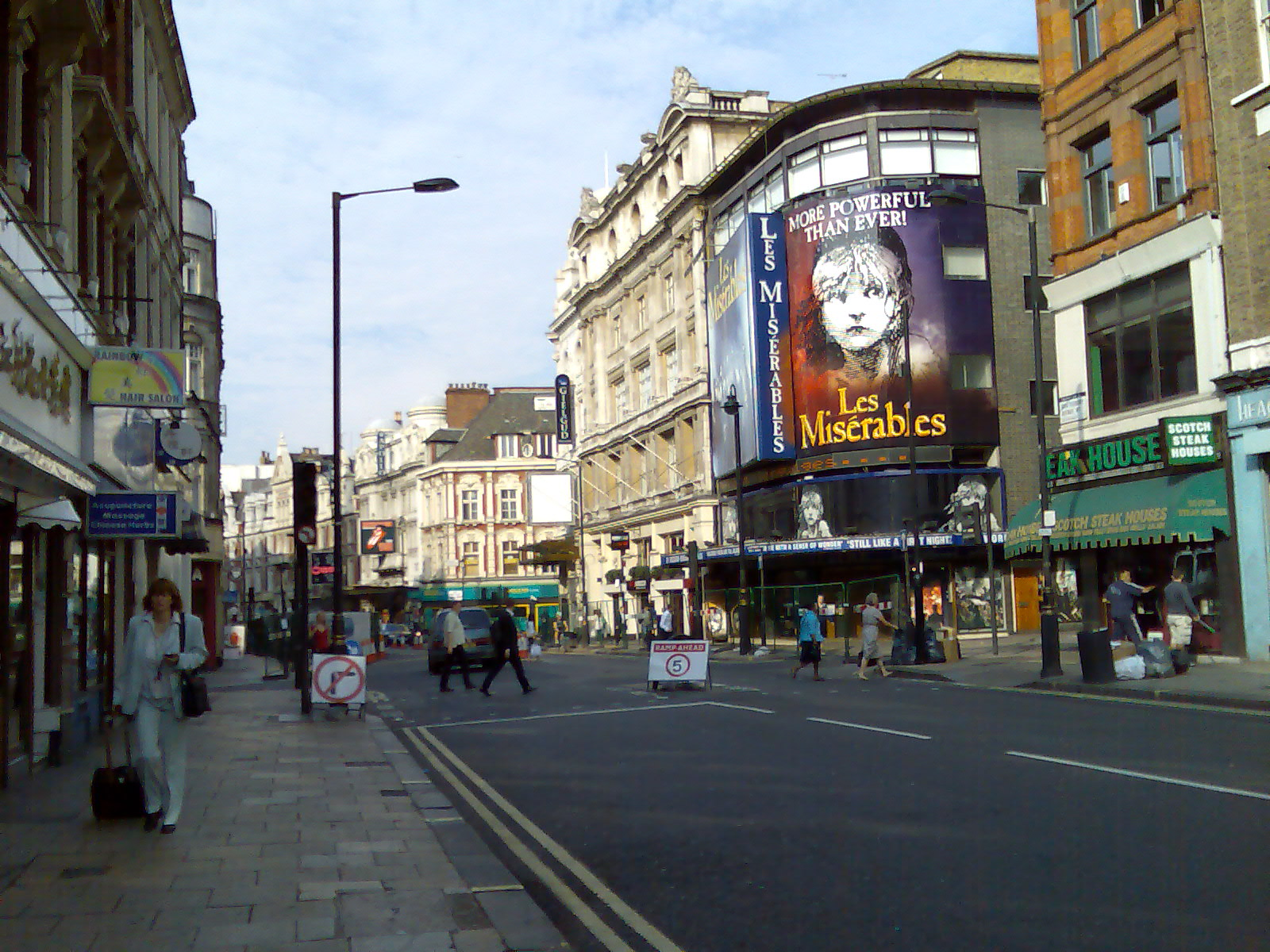
シャフツベリー・アベニュー

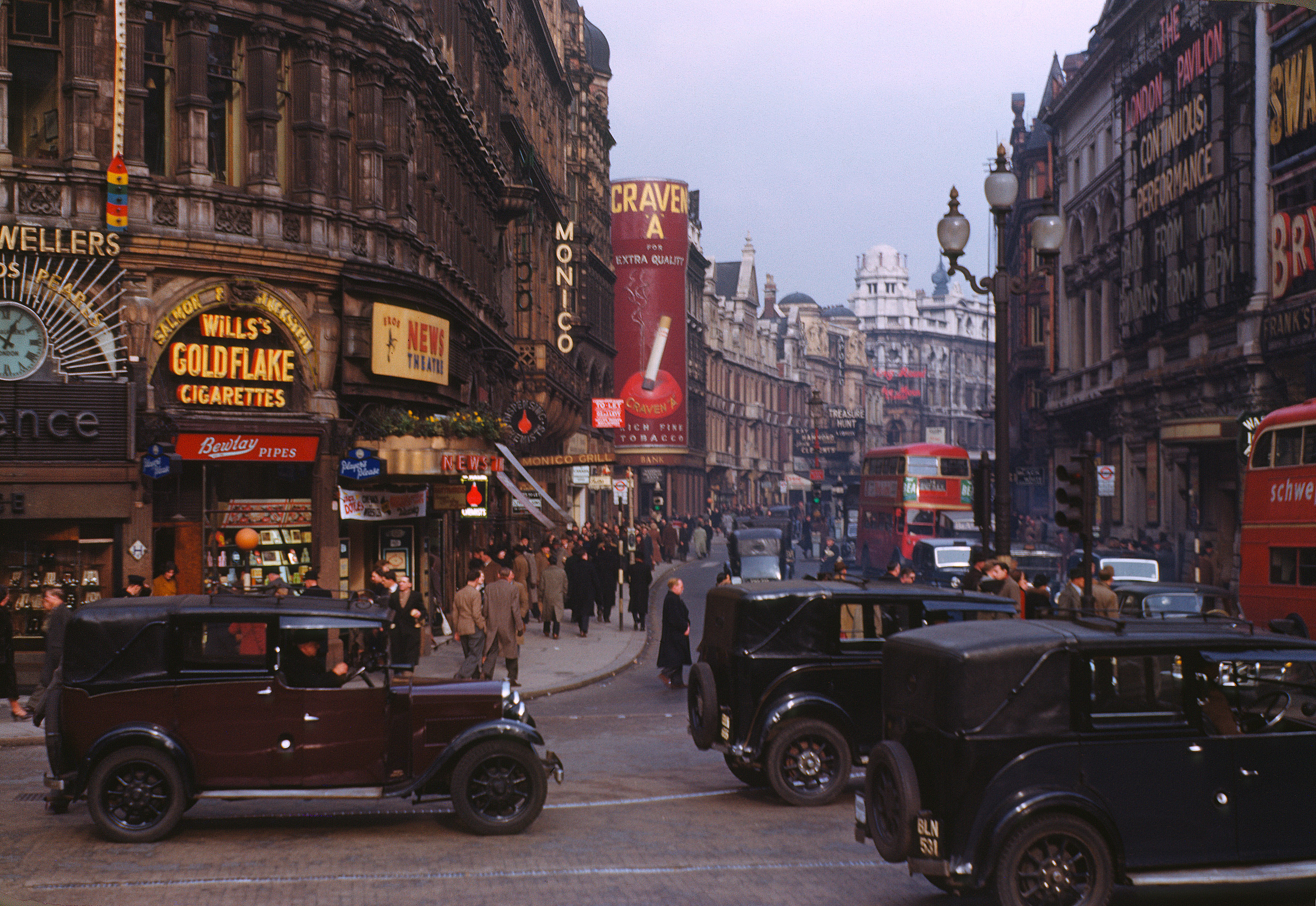
1949年当時のピカデリーサーカスから見たシャフツベリー・アベニュー

シャフツベリー・アベニュー(Shaftesbury Avenue)はロンドンのウェストミンスター区にある通りの名称である。名称は慈善活動家第7代シャフツベリー伯に由来し、ピカデリーサーカスからニュー・オックスフォード・ストリート(New Oxford Street)へと、北東方向に延びている。この通りとチャリング・クロス・ロード(Charing Cross Road)の交差点はケンブリッジ・サーカス(Cambridge Circus)と呼ばれている。
シャフツベリー・アベニューはロンドン市内の地上交通改善のため、1877年に建設が開始され、1886年に完成した。ピカデリーサーカスからチャリング・クロス・ロード間の通り北側は、リリック(Lyric)、アポロ(Apollo)、ギルグード(Gielgud)、クイーンズ(Queen's)といった劇場が軒を連ねており、この通りはウエスト・エンド地区の劇場街の中心地であると一般的に認知されている。また、チャリング・クロス・ロードとの交差点には大規模な劇場であるパレス・シアター(Palace Theatre)があり、更に北東、ニュー・オックスフォード・ストリート手前にはシャフツベリー・シアター(Shaftesbury Theatre)がある。かつてはサヴィル・シアター(Saville Theatre)もシャフツベリー・アベニュー沿いにあったが、現在ではオデオン・コヴェント・ガーデン(Odeon Covent Garden)という映画館になっている。

## ギャラリー

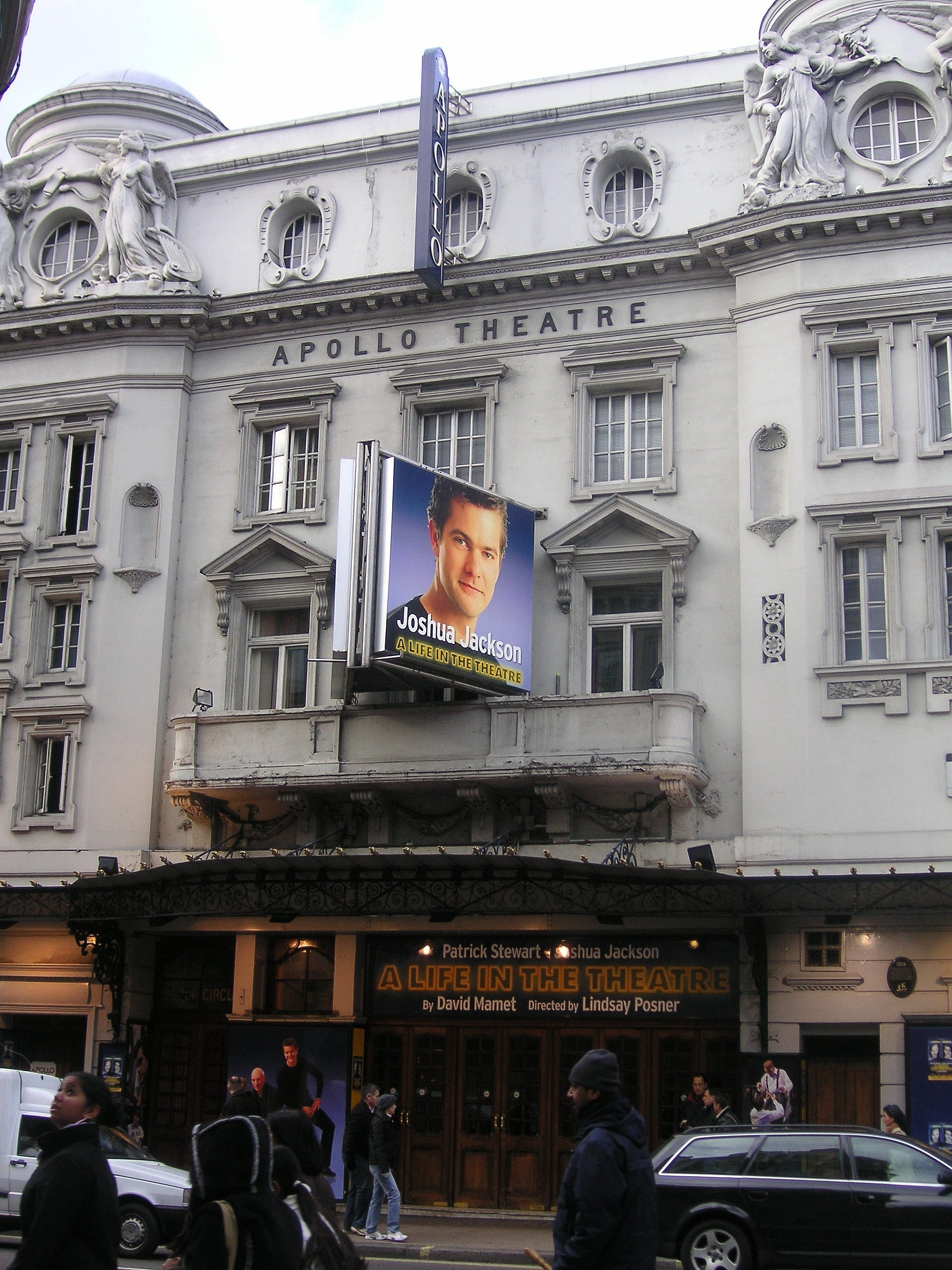
Apollo Theatre
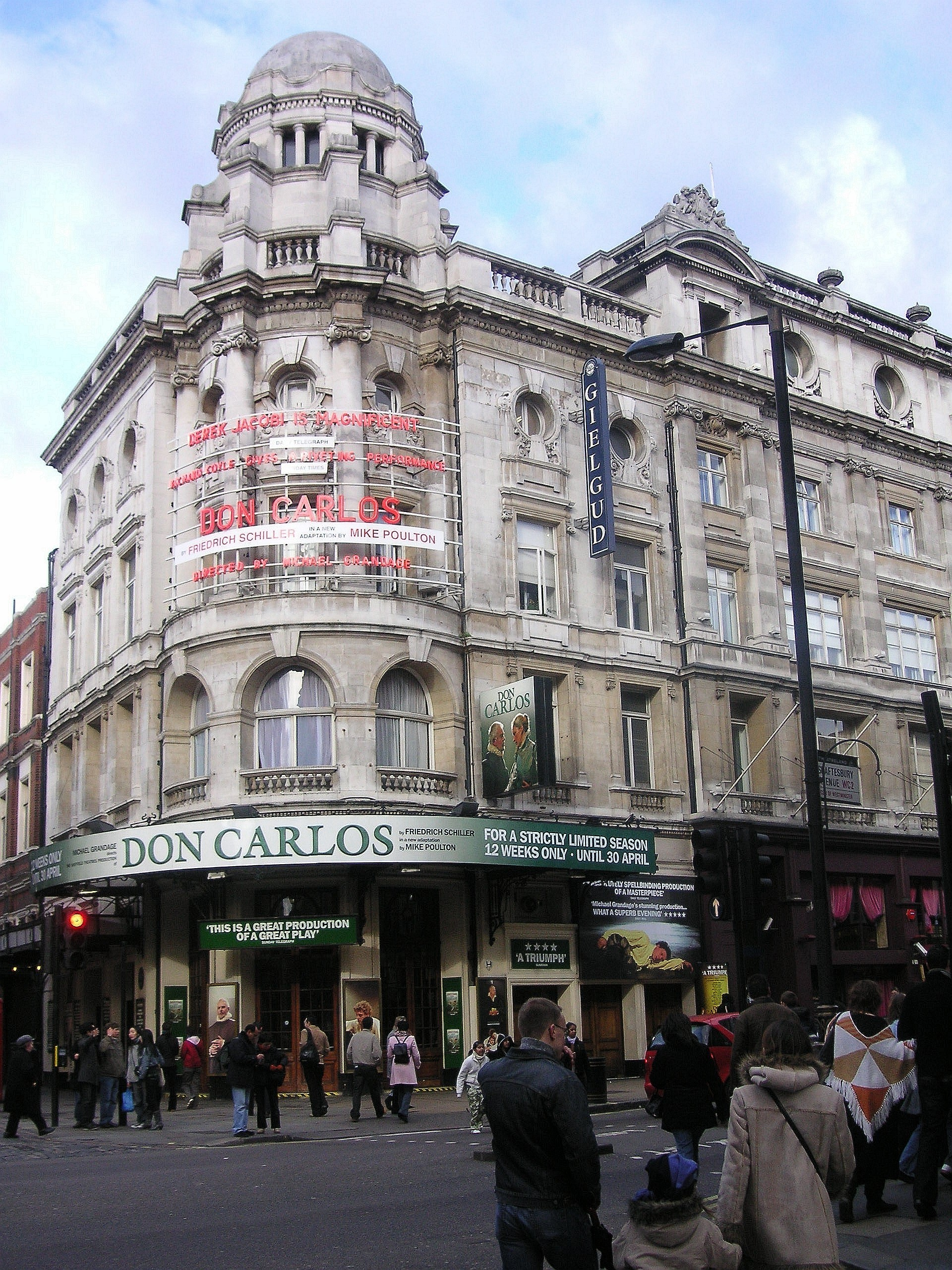
Gielgud Theatre
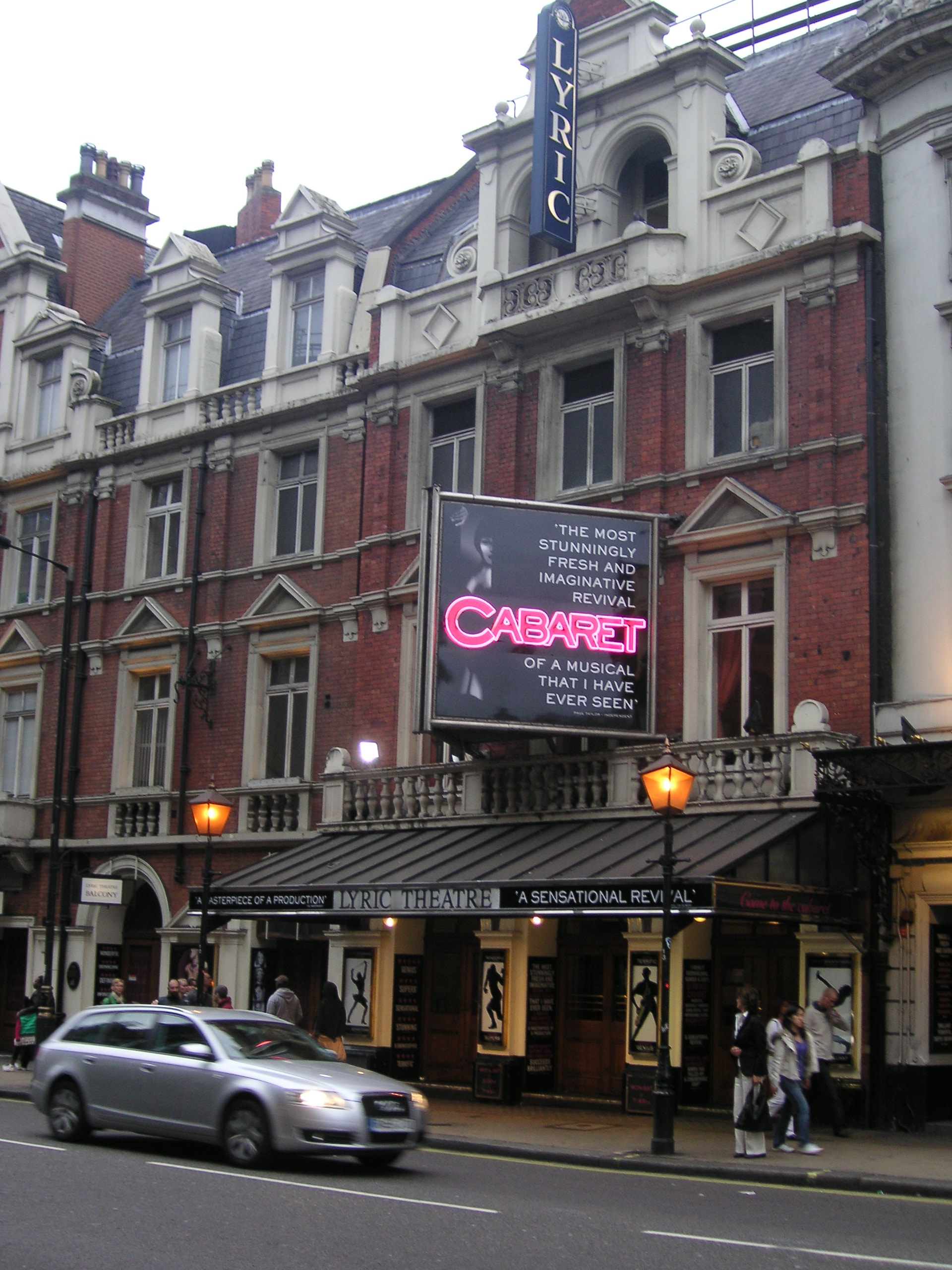
Lyric Theatre
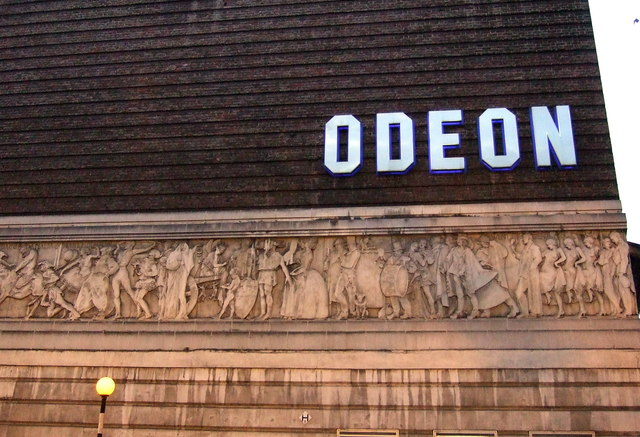
Odeon Cinema
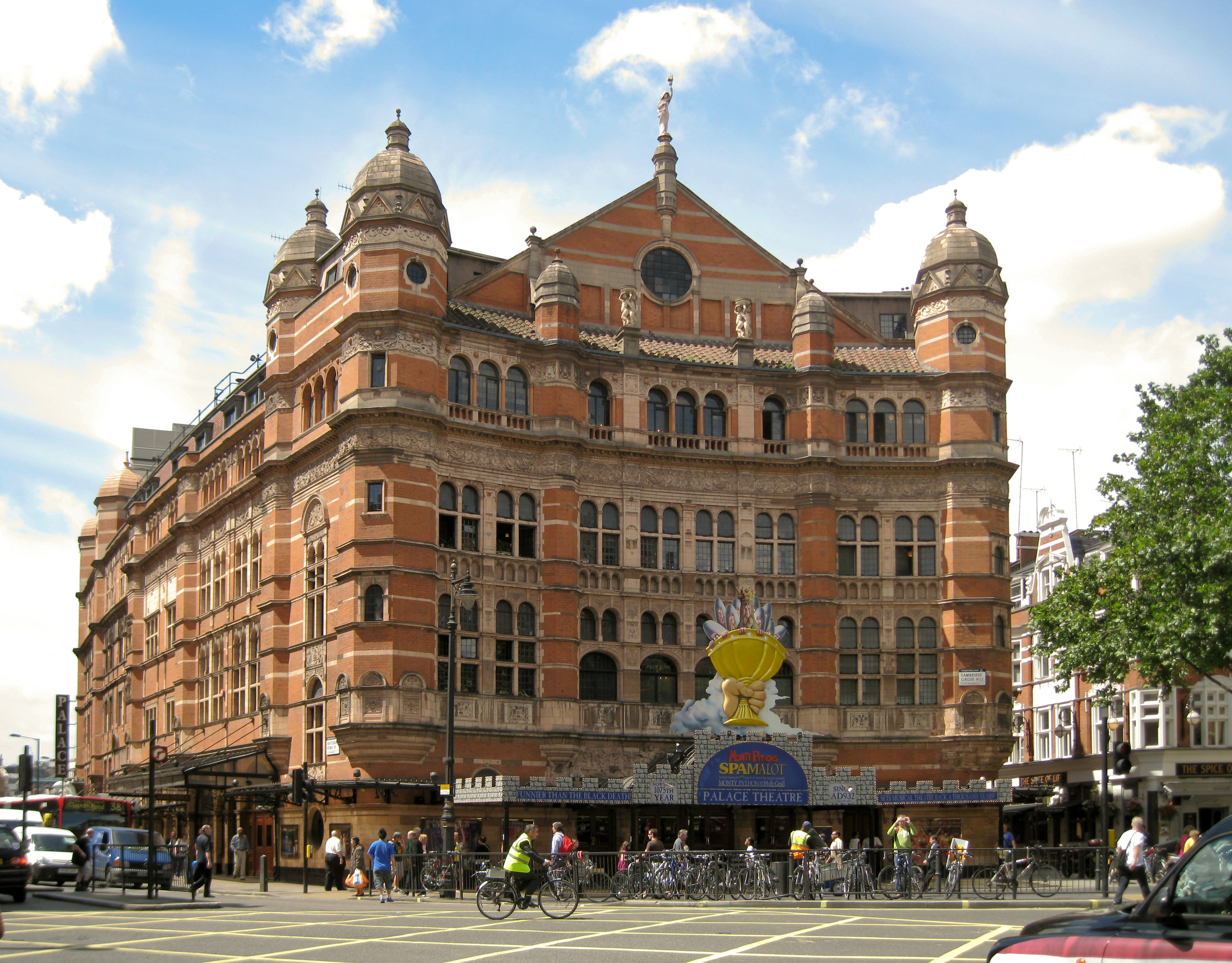
Palace Theatre
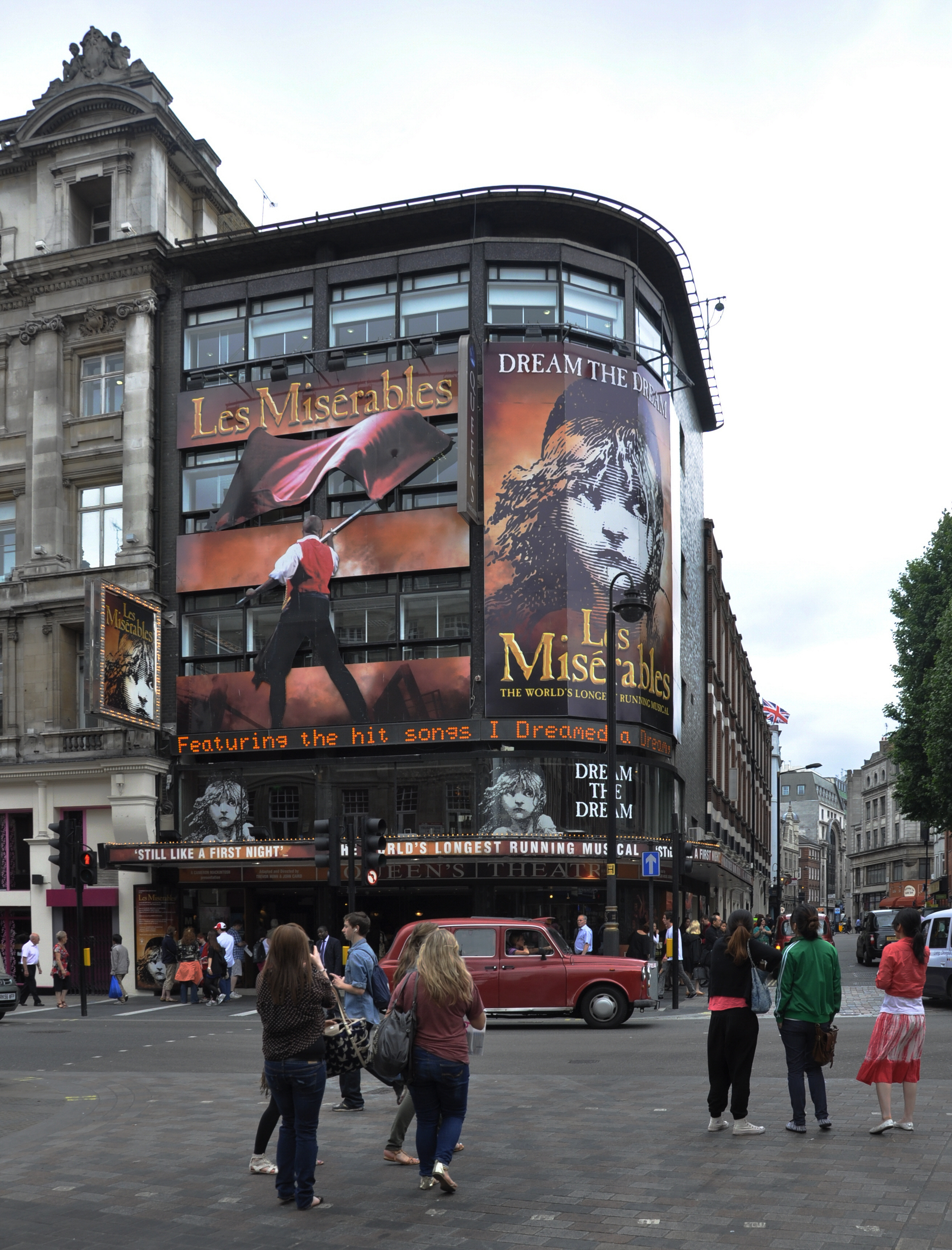
Queen's Theatre